# Neuteich
Neuteich är en sjö i Österrike.   Den ligger i förbundslandet Steiermark, i den östra delen av landet, 160 km söder om huvudstaden Wien. Neuteich ligger 337 meter över havet.
Omgivningarna runt Neuteich är en mosaik av jordbruksmark och naturlig växtlighet. Runt Neuteich är det ganska tätbefolkat, med 104 invånare per kvadratkilometer.